# Erodium lebelii
Érodium de Lebel, Bec-de-cigogne visqueux
Espèce
L'Érodium de Lebel ou Bec-de-cigogne visqueux (Erodium lebelii) est une espèce de plantes de la famille des Géraniacées.